# モシャ・ピヤーデ

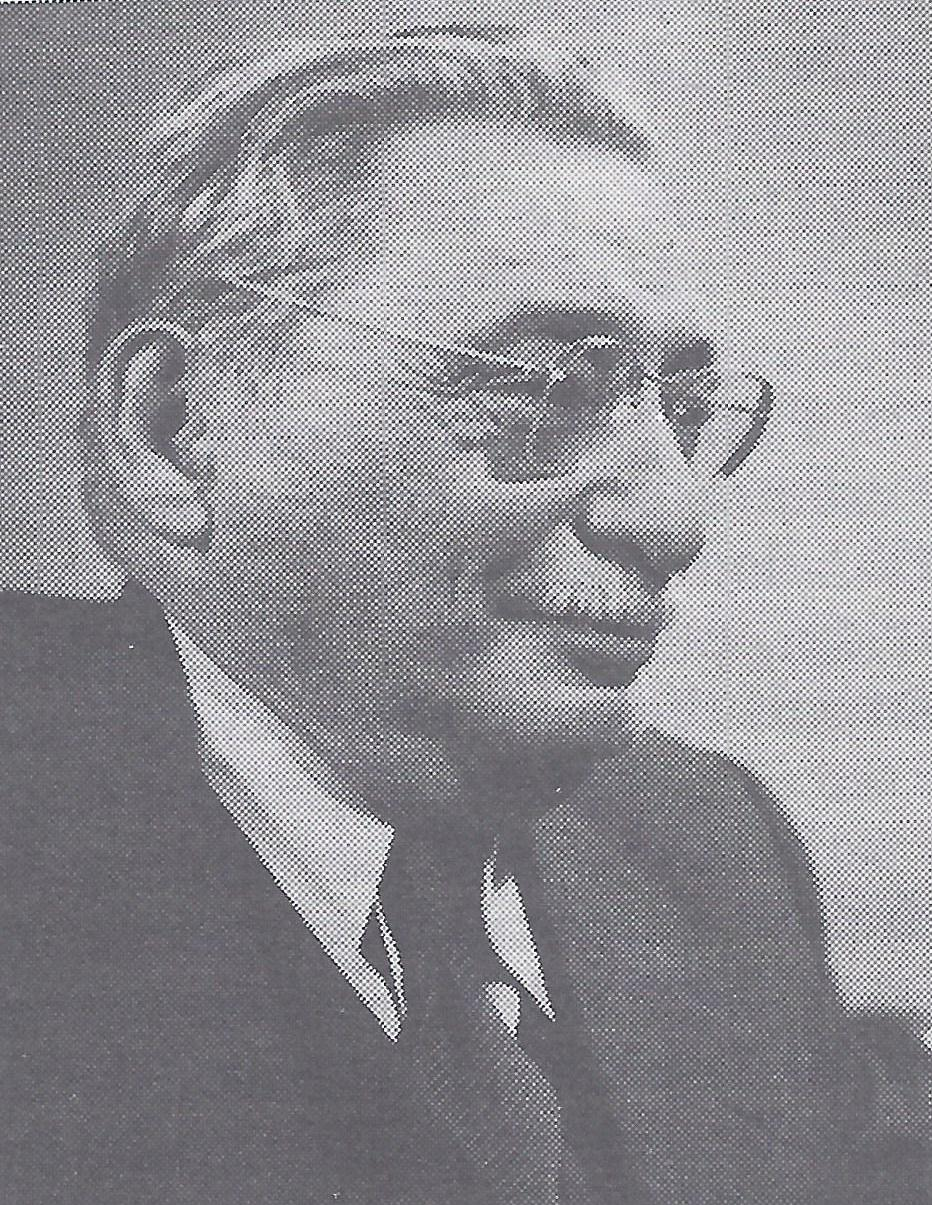
モシャ・ピヤーデ

モシャ・ピヤーデ（Moša Pijade, 1890年1月4日 - 1957年3月15日）は、ユーゴスラビアの政治家。チトーの腹心であり、ユーゴスラビアの大統領を務めた。
ベオグラードのユダヤ人の家庭に生まれる。第二次世界大戦中から戦後にかけて、中央委員会や政治局の重鎮としてユーゴスラビアの政界で采配を振る。
パルチザンの一員でもあり、ユーゴスラビアの国民的英雄と謳われた。旧体制のパヴェリッチ政権の時代には一種の「音楽大臣」であった指揮者ロブロ・フォン・マタチッチの死刑判決を執行しないようチトーを説得したのはピヤーデだった。
政治家の枠にとらわれず、画家、美術批評家、出版事業家としても活躍。マルクスの『資本論』をセルボ＝クロアチア語に翻訳したのも彼である。共産主義体制下のユーゴスラビアで、政治理論に関して大きな影響力を持った。